# Хнум-Ра
Хнум-Ра — древнеегипетское синкретическое божество, совмещавшее черты богов Ра и Хнума.

## Изображение
Хнум-Ра чаще всего изображался с головой барана, как и Хнум.

## Культ
В условиях религиозного синкретизма, распространённого в Древнем Египте, многие египтяне почитали бога света Ра наравне со своими божествами, как бы наделяя его двойной силой. Хнуму-Ра поклонялись в Элефантине, где находился центр почитания бога Хнума.
Хнум являлся Ба для Ра (его ночной формой), поэтому день Нового года в начале сезона Посева (prt) допустимо воспринимать и как день рождения Хнума-Ра на рассвете. Мотив наглядно представлен в рельефной сцене из гробницы Тутанхамона: внутри фигуры мумии фараона вписан солнечный диск с бараноголовой птицей (=Хнум), символизирующее ночное солнце, которое вытягивают за верёвку боги-хранители часов.
Во время новогоднего обряда егип. ẖnm itn Хнум-Ра одушевлял статуи храмовых божеств, включая статуи Хнума и Амона, и символически передавал власть фараону. В этот же день отмечался также день рождения фараона.